# سرآیند (محاسبات)
در فناوری اطلاعات، سرآیند یا سربرگ اشاره به مکمل داده‌های قرار داده شده در آغاز یک بلوک از داده‌های ذخیره شده و یا فرستاده شده است. در انتقال داده‌ها، داده‌ها زیر دنبالهٔ سرآیند گاهی به payload یا بدن نامیده می‌شوند.
بسیار مهم است که ترکیب‌بندی سربرگ واضح و با مشخصات یا فرمت یکپارچه باشد، تا اجازهٔ تجزیه و تحلیل رو بدهد.